# Campionati europei di nuoto di fondo 2012 - 5 km maschili
I 5 chilometri maschili dei Campionati europei di nuoto di fondo 2012 si sono svolti il 15 settembre a Piombino.
La gara è stata vinta dal russo Kirill Abrosimov, con il tempo di 54'47"1.

## Risultati
| Pos.    | Atleta                 | Nazionalità   | Tempo     | Distacco |
| ------- | ---------------------- | ------------- | --------- | -------- |
| Oro     | Kirill Abrosimov       | Russia        | 54'47"1   | -        |
| Argento | Andreas Waschburger    | Germania      | 54'59"4   | +12"3    |
| Bronzo  | Luca Ferretti          | Italia        | 55'06"6   | +19"5    |
| 4       | Thomas Lurz            | Germania      | 55'07"8   | +20"7    |
| 5       | Simone Ercoli          | Italia        | 55'18"0   | +30"9    |
| 6       | Evgenij Dratcev        | Russia        | 55'19"0   | +31"9    |
| 7       | Romain Beraud          | Francia       | 55'37"2   | +50"1    |
| 8       | Gianlorenzo Parmigiani | Italia        | 55'37"7   | +50"6    |
| 9       | Christian Reichert     | Germania      | 55'42"1   | +55"0    |
| 10      | Pál Joensen            | Fær Øer       | 55'53"7   | +1'06"6  |
| 11      | Ferry Weertman         | Paesi Bassi   | 56'10"2   | +1'23"1  |
| 12      | Marcel Schouten        | Paesi Bassi   | 56'20"0   | +1'32"9  |
| 13      | Thomas Snelson         | Spagna        | 56'25"4   | +1'38"3  |
| 14      | Matthias Schweinzer    | Spagna        | 56'42"5   | +1'55"4  |
| 15      | Jakub Tobiáš           | Rep. Ceca     | 56'54"8   | +2'07"7  |
| 16      | Héctor Ruiz Pérez      | Spagna        | 56'57"5   | +2'10"4  |
| 17      | Sébastien Fraysse      | Francia       | 57'12"5   | +2'25"4  |
| 18      | Ján Kútnik             | Rep. Ceca     | 57'41"3   | +2'54"2  |
| 19      | Thomas Sunter          | Gran Bretagna | 57'53"5   | +3'06"4  |
| 20      | Kyrylo Švec'           | Ucraina       | 57'56"6   | +3'09"5  |
| 21      | Yuval Safra            | Israele       | 57'58"1   | +3'11"0  |
| 22      | Karel Baloun           | Rep. Ceca     | 58'02"6   | +3'15"5  |
| 23      | Evangelos Tsirapidis   | Grecia        | 58'02"8   | +3'15"7  |
| 24      | Yonatan Castet         | Spagna        | 58'14"7   | +3'27"6  |
| 25      | Caleb Hughes           | Gran Bretagna | 58'14"9   | +3'27"8  |
| 26      | Ihor Snitko            | Ucraina       | 58'42"0   | +3'54"9  |
| 27      | Stefan Sigrist         | Svizzera      | 58'45"0   | +3'57"9  |
| 28      | Màrio Bonança          | Portogallo    | 58'47"2   | +4'00"1  |
| 29      | Vasco Gaspar           | Portogallo    | 58'50"4   | +4'03"3  |
| 30      | Lewis Smith            | Gran Bretagna | 59'42"4   | +4'55"3  |
| 31      | Márk Papp              | Ungheria      | 1h00'43"1 | +5'56"0  |
| 32      | Ihor Buc'kyj           | Ucraina       | 1h01'13"8 | +6'26"7  |
| 33      | Emre Öztürk            | Turchia       | 1h03'50"8 | +9'03"7  |
| 34      | Safter Giray Arın      | Turchia       | 1h04'46"7 | +9'59"6  |
| -       | Marios Kalafatis       | Grecia        | -         | DNS      |